# 도요오카역 (시즈오카현)
도요오카역(일본어: 豊岡駅, とよおかえき)은 일본 시즈오카현 이와타시 신카이에 있는 덴류하마나코 철도의 철도역이다.
역명은 합병 이전의 촌명, 도요오카 촌에 유래한다. 무인역이다.
2003년에 도요오카 촌 상공 회관이 병설된 새로운 역사로 개축되었다.
예전에는 단선 승강장 1개 1선이었으나 2002년에 1개 증설, 교행이 가능한 구조가 되었다.

## 역세권 정보
- 이와타 시약소 도요오카 지소
- 도요오카 바이엔(豊岡梅園)

## 역사
- 1940년 6월 1일: 도토미모리 역 - 가나사시 역 구간 개통시에 국철 후타마타 선 노베 역 (野部駅) 역으로 영업 개시.
- 1964년 2월 1일: 화물 취급 폐지(여객전용역이 됨).
- 1961년 5월 16일: 엔슈 철도의 동차가 니시카지마역에서 당역 경유로 도토미 모리 역까지 직통 운행.
- 1966년 10월 1일: 엔슈 철도의 동차 직통 운행 폐지.
- 1987년 3월 15일: 후타마타 선이 제3섹터 철도인 덴류 하마나코 철도로 전환. 이와 동시에 도요오카역으로 개칭.
- 2002년 3월 15일: 교행 가능역이 됨.
- 2003년 2월 18일: 도요오카 촌 상공회관을 변설한 신역사 완성.

## 인접역
| 덴류하마나코 철도 ■ 덴류하마나코 선 | 덴류하마나코 철도 ■ 덴류하마나코 선 | 덴류하마나코 철도 ■ 덴류하마나코 선 |
| ----------------------------------- | ----------------------------------- | ----------------------------------- |
| 시키지 가케가와 방면                | 보통                                | 가미노베 신조하라 방면              |